# Júpiter frio

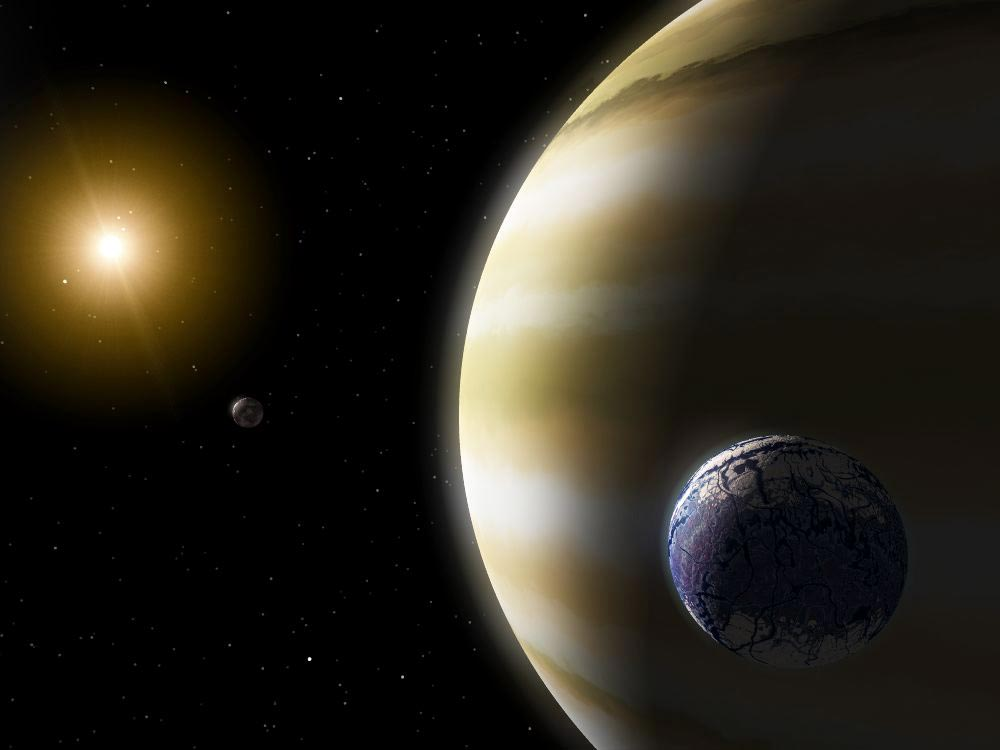
Concepção artística de um Júpiter frio e uma lua.

Júpiter frio, também referido como gêmeo de Júpiter, é uma classe de planetas extrassolares cuja massa é parecida à de Júpiter (1,9 × 1027 kg) e orbita sua estrela em um padrão similar. No Sistema Solar, Júpiter e Saturno são exemplos dessa classe de planetas.

## Jupiters frios notáveis
- 14 Herculis c
- 47 Ursae Majoris c
- 47 Ursae Majoris d
- 55 Cancri d
- Epsilon Eridani b
- Gliese 777 b
- HD 70642 b
- Júpiter
- Mu Arae e
- OGLE-2006-BLG-109Lb
- OGLE-2006-BLG-109Lc
- Saturno
- VB 10b
- Fomalhaut b
- HR 8799 b
- HR 8799 c
- HR 8799 d
- 2M1207b
- HD 154345 b